# Episodi di Professor T. (serie televisiva belga) (seconda stagione)
La seconda stagione della serie televisiva Professor T., composta da 13 episodi, è stata trasmessa sul canale belga Één dal 4 settembre al 4 dicembre 2016.
In Italia, i primi dieci episodi della stagione sono andati in onda su LA7 dal 1º dicembre 2018 al 3 agosto 2019. I restanti sono stati trasmessi su LA7d dal 7 al 14 febbraio 2020.
| nº | Titolo originale           | Titolo italiano      | Prima TV Belgio   | Prima TV Italia  |
| -- | -------------------------- | -------------------- | ----------------- | ---------------- |
| 1  | Cuberdon                   | Senso di colpa       | 4 settembre 2016  | 1º dicembre 2018 |
| 2  | In vuur en vlam            | Intrigo di fuoco     | 11 settembre 2016 | 8 dicembre 2018  |
| 3  | De familie                 | Testamento biologico | 18 settembre 2016 | 8 dicembre 2018  |
| 4  | Onvoltooid verleden        | Passato imperfetto   | 25 settembre 2016 | 8 dicembre 2018  |
| 5  | Hartstocht                 | Vendetta trasversale | 2 ottobre 2016    | 8 dicembre 2018  |
| 6  | Diamant                    | Diamanti             | 9 ottobre 2016    | 3 agosto 2019    |
| 7  | Jitske                     | Il segreto di Jitske | 16 ottobre 2016   | 29 aprile 2019   |
| 8  | Angstig gehecht            | Madri autoritarie    | 23 ottobre 2016   | 3 agosto 2019    |
| 9  | Het congres                | Il secondo oratore   | 30 ottobre 2016   | 3 agosto 2019    |
| 10 | Het dna van een moordenaar | La scelta            | 6 novembre 2016   | 3 agosto 2019    |
| 11 | Dode meisjes zingen niet   | Sindrome di Otello   | 20 novembre 2016  | 7 febbraio 2020  |
| 12 | Zwanenzang, deel 1         | Sotto copertura      | 27 novembre 2016  | 14 febbraio 2020 |
| 13 | Zwanenzang, deel 2         | Triplo gioco         | 4 dicembre 2016   | 14 febbraio 2020 |